# The Ring (czasopismo)
The Ring (zwany również Ring Magazine) – ukazujące się raz w miesiącu amerykańskie czasopismo poświęcone boksowi. Jest jednym z najstarszych i najbardziej prestiżowych periodyków o tej tematyce na świecie. Prowadzi rankingi i przyznaje tytuły mistrza świata w zawodowym boksie.

## Historia
Czasopismo zostało założone w 1922 roku w Nowym Jorku przez Nata Fleischera, który był nieprzerwanie przez pół wieku, aż do swojej śmierci w 1972 roku, jego redaktorem naczelnym. Pierwsze wydanie ukazało się 22 lutego 1922 roku. W początkowych latach istnienia periodyku na jego łamach były omawiane wydarzenia zarówno z dziedziny boksu jak i wrestlingu. Z czasem The Ring stał się czasopismem wyłącznie o tematyce pięściarskiej. W swej historii The Ring miał jedynie pięciu właścicieli. Obecnym (od 2007 roku) jest wielokrotny zawodowy mistrz świata i mistrz olimpijski w boksie Óscar de la Hoya. Redaktorem naczelnym jest Michael Rosenthal. 
Obecnie czasopismo wydawane jest jedynie w wersji anglojęzycznej. W przeszłości ukazywały się również edycje hiszpańskojęzyczne (The Ring En Espanol, 1977-1985) oraz francuskie i japońskie.

## Mistrzowie świata The Ring
Czasopismo posiada długą tradycję przyznawania własnych tytułów mistrza świata w zawodowym boksie (we wszystkich kategoriach wagowych). Pierwszy pas mistrzowski The Ring został przyznany w 1922 roku Jackowi Dempseyowi. Inicjatywa ta została porzucona w latach 90. XX wieku. Jednak do idei tej powrócono w 2002 roku, gdy w obliczu kryzysu zawodowego pięściarstwa spowodowanego istnieniem szeregu organizacji roszczących sobie prawo do sankcjonowania, przyznawania i odbierania mistrzowskich pasów, powstała potrzeba wyłonienia jednego, najlepszego pięściarza w każdej z kategorii wagowych w oparciu o jasne i jednolite kryteria.
Niekwestionowanym mistrzem świata wg The Ring może zostać jedynie bokser, który pokonał w bezpośredniej walce poprzedniego mistrza The Ring. Mistrzostwo utracić można jedynie z trzech powodów: porażki w walce o obronę tytułu, zakończenia kariery lub przejścia do innej kategorii wagowej. W przypadku wakatu, mistrzem zostaje pięściarz, który zunifikował pasy trzech największych organizacji (WBA, WBC i IBF) albo zwycięzca walki pomiędzy numerem 1 i 2 (wyjątkowo 1 i 3) w rankingu danej kategorii wagowej prowadzonym przez czasopismo.
Pierwszym polskim bokserem uhonorowanym pasem mistrza świata The Ring został Tomasz Adamek po zwycięstwie nad Steve'em Cunninghamem w grudniu 2008 roku.
Stan na 1 marca 2025.

### Mężczyźni
| Kategoria                   | Mistrz             | Początek panowania   | Dni   |
| --------------------------- | ------------------ | -------------------- | ----- |
| słomkowa (105 lbs)          | Oscar Collazo      | 16 listopada 2024    | 105   |
| junior musza (108 lbs)      | Wakat              | Wakat                | Wakat |
| musza (112 lbs)             | Wakat              | Wakat                | Wakat |
| junior kogucia (115 lbs)    | Jesse Rodriguez    | 29 czerwca 2024      | 245   |
| kogucia (118 lbs)           | Wakat              | Wakat                | Wakat |
| junior piórkowa (122 lbs)   | Naoya Inoue        | 26 grudnia 2023      | 431   |
| piórkowa (126 lbs)          | Wakat              | Wakat                | Wakat |
| junior lekka (130 lbs)      | Wakat              | Wakat                | Wakat |
| lekka (135 lbs)             | Wakat              | Wakat                | Wakat |
| junior półśrednia (140 lbs) | Teofimo Lopez      | 10 czerwca 2023      | 630   |
| półśrednia (147 lbs)        | Wakat              | Wakat                | Wakat |
| junior średnia (154 lbs)    | Wakat              | Wakat                | Wakat |
| średnia (160 lbs)           | Wakat              | Wakat                | Wakat |
| superśrednia (168 lbs)      | Canelo Álvarez     | 19 grudnia 2020      | 1533  |
| półciężka (175 lbs)         | Artur Bietierbijew | 12 października 2024 | 140   |
| junior ciężka (200 lbs)     | Jai Opetaia        | 2 lipca 2022         | 973   |
| ciężka (200+ lbs)           | Ołeksandr Usyk     | 20 sierpnia 2022     | 924   |

### Kobiety
| Kategoria                   | Mistrz             | Początek panowania   | Dni            |
| --------------------------- | ------------------ | -------------------- | -------------- |
| atomowa (102 lbs)           | Nieinagurowany     | Nieinagurowany       | Nieinagurowany |
| słomkowa (105 lbs)          | Wakat              | Wakat                | Wakat          |
| junior musza (108 lbs)      | Nieinagurowany     | Nieinagurowany       | Nieinagurowany |
| musza (112 lbs)             | Gabriela Fundora   | 2 listopada 2024     | 119            |
| junior kogucia (115 lbs)    | Nieinagurowany     | Nieinagurowany       | Nieinagurowany |
| kogucia (118 lbs)           | Dina Thorslund     | 1 września 2023      | 547            |
| junior piórkowa (122 lbs)   | Ellie Scotney      | 13 kwietnia 2024     | 322            |
| piórkowa (126 lbs)          | Amanda Serrano     | 24 września 2022     | 889            |
| junior lekka (130 lbs)      | Alycia Baumgardner | 15 października 2022 | 868            |
| lekka (135 lbs)             | Katie Taylor       | 1 czerwca 2019       | 2100           |
| junior półśrednia (140 lbs) | Katie Taylor       | 25 listopada 2023    | 462            |
| półśrednia (147 lbs)        | Lauren Price       | 11 maja 2024         | 294            |
| junior średnia (154 lbs)    | Wakat              | Wakat                | Wakat          |
| średnia (160 lbs)           | Claressa Shields   | 13 kwietnia 2019     | 2149           |
| superśrednia (168 lbs)      | Savannah Marshall  | 1 lipca 2023         | 609            |